# Mokreș, Montana
Mokreș (în bulgară Мокреш) este un sat în comuna Vălcedrăm, regiunea Montana,  Bulgaria. 

## Demografie
Componența etnică a satului Mokreș
     Nicio identificare (7,72%)
     Bulgari (73,59%)
     Romi (18,18%)
     Turci (0,49%)
La recensământul din 2011, populația satului Mokreș era de 803 locuitori. Din punct de vedere etnic, majoritatea locuitorilor (73,59%) erau bulgari, cu o minoritate de romi (18,18%). Pentru 7,72% din locuitori nu este cunoscută apartenența etnică.